# 上志段味
上志段味（かみしだみ）は、愛知県名古屋市守山区の地名。
町名の設定はなく、住居表示未実施地域。

## 地理
名古屋市守山区北東部に位置する。東は瀬戸市、南は尾張旭市、北は春日井市に接する。
瀬戸市との境界にある東谷山の山頂（198 m）は、名古屋市の最高峰となっている。

### 河川
- 庄内川
- 愛知用水

### 池沼
- 大久手池
- 大村池
- 石捨池
- 神池
- 馬舟池
- 下新池
- 蛭池
- 筧池

### 字一覧
大字上志段味の字は以下の通り。
- 青里掛（あおりがけ）
- 蟻塚（ありづか）
- 安川原（あんかわら）
- 稲堀田新田（いなほったしんでん）
- 馬洗淵（うまあらいふち）
- 大久手下（おおくてした）
- 大塚（おおつか）
- 大矢（おおや）
- 海東（かいと）
- 上島（かみじま）
- 川原（かわら）
- 庚申（こうしん）
- 白鳥（しろとり）
- 樹木（じゅもく）
- 竹の腰（たけのこし）
- 寺山（てらやま）
- 東谷（とうごく）
- 所下（ところげ）
- 道光（どうこう）
- 中屋敷（なかやしき）
- 西浦（にしうら）
- 二の輪（にのわ）
- 羽根（はね）
- 羽根前（はねまえ）
- 東山（ひがしやま）
- 深田（ふかだ）
- 細川原（ほそがわら）
- 洞田（ほらた）
- 前山（まえやま）
- 茂中（もっちょう）
- 山の田（やまのた）

## 歴史
春日井郡（東春日井郡）上志段味村を前身とする。

### 沿革
- 1889年（明治22年）10月1日 - 町村制施行に伴う合併により東春日井郡志談村が成立し、従前の上志段味村の区域は大字上志段味となる[3]。
- 1892年（明治25年）10月24日 - 東春日井郡志談村のうち大字上志段味が分立し、同郡上志段味村となる[3]。
- 1906年（明治39年）7月16日 - 上志段味村が志談村と合併して志段味村が成立し、従前の上志段味村の区域は大字上志段味となる[3]。
- 1954年（昭和29年）6月1日 - 合併により、守山市大字上志段味となる[3]。
- 1963年（昭和38年）2月15日 - 合併により、名古屋市守山区大字上志段味となる[3]。

## 世帯数と人口
2019年（平成31年）4月1日現在の世帯数と人口は以下の通りである。
| 大字     | 世帯数    | 人口    |
| -------- | --------- | ------- |
| 上志段味 | 2,581世帯 | 6,984人 |

### 人口の変遷
国勢調査による人口の推移
| 2000年（平成12年） | 2,328人 | [ WEB 7 ]  |  |
| 2005年（平成17年） | 2,204人 | [ WEB 8 ]  |  |
| 2010年（平成22年） | 3,410人 | [ WEB 9 ]  |  |
| 2015年（平成27年） | 5,128人 | [ WEB 10 ] |  |

## 学区
市立小・中学校に通う場合、学校等は以下の通りとなる。また、公立高等学校に通う場合の学区は以下の通りとなる。
| 番・番地等                                                                                     | 小学校                                            | 中学校                 | 高等学校 |
| ---------------------------------------------------------------------------------------------- | ------------------------------------------------- | ---------------------- | -------- |
| 字蟻塚・安川原・海東・川原・庚申・樹木・竹の腰・道光・西浦・二の輪・羽根・羽根前・細川原・茂中 | 名古屋市立志段味東小学校                          | 名古屋市立志段味中学校 | 尾張学区 |
| 字稲堀田新田・上島・東谷・中屋敷・深田・前山                                                   | 名古屋市立志段味東小学校 名古屋市立上志段味小学校 | 名古屋市立志段味中学校 | 尾張学区 |
| 字青里掛・馬洗淵・大久手下・大塚・大矢・白鳥・寺山・所下・東山・洞田・山の田                   | 名古屋市立上志段味小学校                          | 名古屋市立志段味中学校 | 尾張学区 |

## 交通
- 愛知県道15号名古屋多治見線[1]
- 愛知県道75号春日井長久手線

## 施設
- 愛知県森林公園ゴルフ場[1]
- 東谷山フルーツパーク[1]
- 愛知県立大学看護学部[1]
- 名古屋市立志段味東小学校[1]
- 曹洞宗久岑寺[4]
- 尾張戸神社[4]（瀬戸市十軒町にまたがる）
- 勝手社[4]
- 名古屋市立上志段味小学校
- 体感!しだみ古墳群ミュージアム
- バロー志段味店

## 史跡
- 白鳥塚古墳（国史跡）
- 白鳥古墳群[5]
  - 東谷山白鳥古墳（国史跡）
- 羽根古墳[5]
- 大久手古墳（上志段味第三号墳）[6]
- 大久手古墳（上志段味第四号墳）[6]
- 志段味大塚古墳[6]（国史跡）
- 寺山古墳[7]
- 馬捨場古墳[7]
- 勝手塚古墳[7]（国史跡）

## その他

### 日本郵便
- 郵便番号 : 463-0001[WEB 3]（集配局：守山郵便局[WEB 13]）。

### WEB
1. ↑  “愛知県名古屋市守山区の町丁・字一覧”.   人口統計ラボ. 2017年10月7日閲覧。
2. 1 2  “町・丁目(大字)別、年齢(10歳階級)別公簿人口(全市・区別)”.   名古屋市 (2019年4月22日). 2019年4月23日閲覧。
3. 1 2  “郵便番号”.  日本郵便. 2019年3月17日閲覧。
4. ↑  “市外局番の一覧”.   総務省. 2019年1月6日閲覧。
5. ↑  名古屋市役所市民経済局地域振興部住民課町名表示係 (2015年10月21日). “守山区の町名一覧”.   名古屋市. 2017年10月7日閲覧。
6. ↑  “愛知県名古屋市守山区の住所一覧”. MapFan. 2021年6月6日閲覧。
7. ↑  名古屋市役所総務局企画部統計課統計係 (2005年7月1日). “（刊行物）名古屋の町(大字)・丁目別人口 (平成12年国勢調査) 守山区” (XLS). 2017年10月8日閲覧。
8. ↑  名古屋市役所総務局企画部統計課統計係 (2007年6月29日). “平成17年国勢調査　名古屋の町(大字)別・年齢別人口 守山区” (XLS). 2017年10月8日閲覧。
9. ↑  名古屋市役所総務局企画部統計課統計係 (2012年6月29日). “平成22年国勢調査　名古屋の町(大字)別・年齢別人口 守山区” (XLS). 2017年10月8日閲覧。
10. ↑  名古屋市役所総務局企画部統計課統計係 (2017年7月7日). “平成27年国勢調査　名古屋の町(大字)別・年齢別人口” (XLS). 2017年10月8日閲覧。
11. ↑  “名古屋市立小・中学校の通学区域一覧（守山区）” (PDF).   名古屋市 (2021年4月1日). 2021年6月6日閲覧。
12. ↑  “平成29年度以降の愛知県公立高等学校（全日制課程）入学者選抜における通学区域並びに群及びグループ分け案について”.   愛知県教育委員会 (2015年2月16日). 2019年1月14日閲覧。
13. ↑  “郵便番号簿 2018年度版” (PDF).   日本郵便. 2019年5月8日閲覧。

### 文献
1. 1 2 3 4 5 6 7  「角川日本地名大辞典」編纂委員会 1989, p. 1556.
2. ↑  愛知県教育会 1932.
3. 1 2 3 4 5  名古屋市計画局 1992, p. 861.
4. 1 2 3  「角川日本地名大辞典」編纂委員会 1989, p. 1557.
5. 1 2  愛知県守山市役所 1963, p. 20.
6. 1 2 3  愛知県守山市役所 1963, p. 21.
7. 1 2 3  愛知県守山市役所 1963, p. 22.